# Pink Elephant (platenlabel)
Pink Elephant was een platenlabel van platenmaatschappij Dureco dat van 1968 tot eind jaren 70 bestond.
Dureco scoorde in de jaren 60 vooral goed met Nederlandstalig repertoire. Soms werd er ook wel een popplaat uitgebracht, en meestal gebeurde dat op het Omega-label. De maatschappij wilde halverwege 1968 graag een wat duidelijker profilering voor de verschillende muziekstijlen. Daarom werden de "Elephant-labels" in het leven geroepen. Het bekendste was Pink Elephant voor westers georiënteerde popmuziek. Een van de bekendste groepen waarvan onder dit label platen werden uitgebracht was Shocking Blue. Naast "Pink Elephant" was er het label Blue Elephant voor "black music" zoals soul, latin en softpop. Onder meer Oscar Harris and the Twinkle Stars bracht repertoire uit onder dit label. Ook de eerste albums van de later vermaarde discogroep Kool & The Gang werden in Nederland op Blue Elephant uitgebracht. Verder had Dureco nog een tweetal labels voor "witte" en "zwarte" jazz: White Elephant en Black Elephant
Tegen het einde van de jaren zeventig besloot Dureco de Elephant-labels geleidelijk los te laten. Pink Elephant heeft het langst bestaan; het label bracht in de laatste jaren ook muziek uit die eerder op labels als Blue Elephant zou zijn uitgebracht. Rond 1980 ging ook het Pink Elephant-label ter ziele. Het werd opgevolgd door het GIP-label, dat later overging in Dureco Benelux. Sublabels als Omega International, Capri en Elf Provinciën bestonden toen ook al jaren niet meer. 
In de 21ste eeuw wordt de naam Pink Elephant opnieuw gebruikt: Russische en Japanse heruitgaven van Shocking Blue-albums worden uitgebracht op dit label, soms zelfs onder dezelfde bestelnummers als die van de vroegere LP's. Het live-album Comeback met opnames uit 1984 werd zelfs uitgebracht in een hoes die volledig is geënt op de Dureco-styling van destijds, onder het label Pink Elephant, maar met een nieuw bestelnummer.